# 迈松塞勒蒂勒里
迈松塞勒蒂勒里（法語：Maisoncelle-Tuilerie，法語發音：[mɛzɔ̃sɛl tɥilʁi]）是法国瓦兹省的一个市镇，属于克莱蒙区。

## 地理
迈松塞勒蒂勒里（49°35'21"N, 2°13'12"E）面积7.72 平方千米，位于法国上法蘭西大區瓦兹省，该省份为法国北部内陆省份，北起索姆省，西接厄尔省和滨海塞纳省，南至塞纳-马恩省和瓦兹河谷省，东临埃纳省。
与迈松塞勒蒂勒里接壤的市镇（或旧市镇、城区）包括：弗鲁瓦西、阿迪维莱、乌尔塞勒迈松、皮拉瓦莱、圣厄苏瓦、特鲁桑库尔。

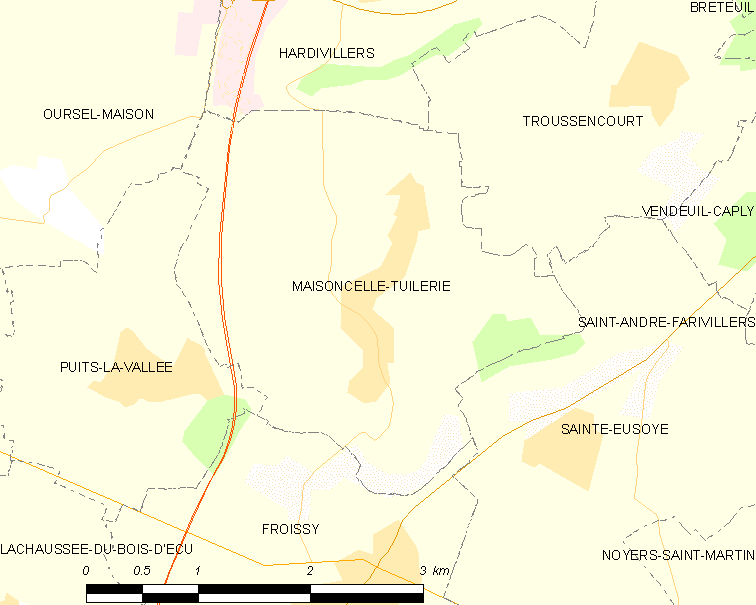
迈松塞勒蒂勒里的OSM定位图

迈松塞勒蒂勒里的时区为UTC+01:00、UTC+02:00（夏令时）。

## 行政
迈松塞勒蒂勒里的邮政编码为60480，INSEE市镇编码为60377。

## 政治
迈松塞勒蒂勒里所属的省级选区为圣瑞斯特昂绍塞县。

## 人口

1962-2008年间迈松塞勒蒂勒里人口变化图示

迈松塞勒蒂勒里于2022年1月1日时的人口数量为287人。